# ルクソール (企業)
ルクソール (Luxor AB) は、かつてスウェーデンのモータラに存在していた、家電製品とコンピュータの製造業者。
本来はテープレコーダー、テレビ、ステレオ・システムやその他の家電製品を製造する企業であり、1978年に最初のホームコンピュータのABC 80を発売した。後継機のABC 800シリーズは1981年に発表され、1983年に発売された。これはABCシリーズが販売終了になる1986年まで生産された。
1985年にはノキア社に買収された。
| スタブアイコン | サブスタブ | この項目は、まだ閲覧者の調べものの参照としては役立たない、企業に関連した書きかけの項目です。この項目を加筆・訂正などしてくださる協力者を求めています（PJ:経済）。 |